# فنتیون
فنتیون (به انگلیسی: Fenthion) با فرمول شیمیایی C۱۰H۱۵O۳PS۲ یک ترکیب شیمیایی با شناسه پاب‌کم ۳۳۴۶ است. که جرم مولی آن ۲۷۸٫۳۳ g/mol می‌باشد. 